# جایزه بهترین کارگردان جشنواره کن
جایزه بهترین کارگردان (به فرانسوی: Prix de la mise en scène) جایزه‌ایست که به صورت سالانه در جشنواره کن اهدا می‌شود. از بین فیلم‌هایی که در بخش انتخابیه رسمی به نمایش درمی‌آیند، این جایزه به کارگردان فیلمی می‌رسد که بهترین دستاوردها را در زمینهٔ کارگردانی داشته باشد (یعنی از بین فیلم‌هایی که در بخش اصلی برای بدست آوردن جایزه نخل طلا رقابت می‌کنند). این جایزه که توسط هیئت منصفه جشنواره اهدا می‌شود، اولین بار در سال ۱۹۴۶ به رنه کلمان رسید.
این جایزه ۱۲ بار در سال‌های ۱۹۴۷، ۱۹۵۳–۵۴، ۱۹۶۰، ۱۹۶۲–۶۴، ۱۹۷۱، ۱۹۷۳–۷۴، ۱۹۷۷، ۱۹۸۰ اهدا نشد. به علاوه، کل جشنواره هم در طی سال‌های ۱۹۴۸–۱۹۵۰ برگزار نشد و در سال ۱۹۶۸ هم چون جشنواره به خاطر اتفاقات ماه مه ناتمام ماند، هیچ جایزه‌ای اهدا نشد. همچنین شش بار طی سال‌های ۱۹۵۵، ۱۹۶۹، ۱۹۷۵، ۱۹۸۳، ۲۰۰۱، و ۲۰۰۲ رأی‌های هیئت منصفه برای چند فیلم برابر بودند و جایزه همزمان به چند فیلم اهدا شد. برندهٔ این جایزه، به ندرت جایزه نخل طلا که جایزه اصلی جشنواره است را هم می‌برد. این اتفاق در طول تاریخ چند دهه‌ای این جشنواره فقط دو بار افتاد. یکی در سال ۱۹۹۱ که برادران کوئن برای فیلم بارتون فینک هم دو جایزه را بردند، و یکی هم در سال ۲۰۰۳ که گاس ون سنت برای فیلم فیل هر دو جایزه بهترین کارگردان و نخل طلا را برد.

## فهرست برندگان
| سال      | کارگردان                                | فیلم                                    | عنوان اصلی                                                     | کشور                                    |
| -------- | --------------------------------------- | --------------------------------------- | -------------------------------------------------------------- | --------------------------------------- |
| دههٔ ۱۹۴۰ |                                         |                                         |                                                                |                                         |
| ۱۹۴۶     | رنه کلمان                               | The Battle of the Rails                 | La Bataille du rail                                            | فرانسه                                  |
| ۱۹۴۷     | بدون جایزه                              | بدون جایزه                              | بدون جایزه                                                     | بدون جایزه                              |
| ۱۹۴۹     | رنه کلمان                               | دیوارهای مالاپاگا                       | Au-delà des grilles                                            | فرانسه                                  |
| دههٔ ۱۹۵۰ |                                         |                                         |                                                                |                                         |
| ۱۹۵۱     | لوئیس بونوئل                            | فراموش‌شدگان                             | Los Olvidados                                                  | مکزیک                                   |
| ۱۹۵۲     | کریستین-ژاک                             | Fanfan la Tulipe                        |                                                                | فرانسه                                  |
| ۱۹۵۳     | بدون جایزه                              | بدون جایزه                              | بدون جایزه                                                     | بدون جایزه                              |
| ۱۹۵۴     | بدون جایزه                              | بدون جایزه                              | بدون جایزه                                                     | بدون جایزه                              |
| ۱۹۵۵     | ژول داسن                                | ریفیفی                                  | Du rififi chez les hommes                                      | ایالات متحدهٔ آمریکا                     |
| ۱۹۵۵     | سرگئی واسیلیف                           | Heroes of Shipka                        | Герои Шипки (Geroi Shipki)                                     | شوروی                                   |
| ۱۹۵۶     | سرگی یوتکویچ                            | اتلو                                    | Отелло                                                         | شوروی                                   |
| ۱۹۵۷     | روبر برسون                              | محکوم‌به‌مرگی گریخته‌است                   | Un condamné à mort s'est échappé ou Le vent souffle où il veut | فرانسه                                  |
| ۱۹۵۸     | اینگمار برگمان                          | آستانه زندگی                            | Nära livet                                                     | سوئد                                    |
| ۱۹۵۹     | فرانسوا تروفو                           | چهارصد ضربه                             | Les Quatre Cents Coups                                         | فرانسه                                  |
| دههٔ ۱۹۶۰ |                                         |                                         |                                                                |                                         |
| ۱۹۶۰     | بدون جایزه                              | بدون جایزه                              | بدون جایزه                                                     | بدون جایزه                              |
| ۱۹۶۱     | یولیا سولنتسه وا                        | The Story of the Flaming Years          | Повесть пламенных лет (Povest plamennykh let)                  | شوروی                                   |
| ۱۹۶۲     | بدون جایزه                              | بدون جایزه                              | بدون جایزه                                                     | بدون جایزه                              |
| ۱۹۶۳     | بدون جایزه                              | بدون جایزه                              | بدون جایزه                                                     | بدون جایزه                              |
| ۱۹۶۴     | بدون جایزه                              | بدون جایزه                              | بدون جایزه                                                     | بدون جایزه                              |
| ۱۹۶۵     | لیویو سیولی                             | Forest of the Hanged                    | Pădurea spânzuraților                                          | رومانی                                  |
| ۱۹۶۶     | سرگی یوتکویچ                            | Lenin in Poland                         | Ленин в Польше (Lenin v Polshe)                                | شوروی                                   |
| ۱۹۶۷     | فرنس کوشا                               | Ten Thousand Days                       | Tízezer nap                                                    | مجارستان                                |
| ۱۹۶۸     | جشنواره متوقف شد و هیچ جایزه‌ای اهدا نشد | جشنواره متوقف شد و هیچ جایزه‌ای اهدا نشد | جشنواره متوقف شد و هیچ جایزه‌ای اهدا نشد                        | جشنواره متوقف شد و هیچ جایزه‌ای اهدا نشد |
| ۱۹۶۹     | گلوبر روشا                              | Antonio das Mortes                      | O Dragão da Maldade contra o Santo Guerreiro                   | برزیل                                   |
| ۱۹۶۹     | وویکش یاسنی                             | All My Compatriots                      | Všichni dobří rodáci                                           | چکسلواکی                                |
| دههٔ ۱۹۷۰ |                                         |                                         |                                                                |                                         |
| ۱۹۷۰     | جان بورمن                               | Leo the Last                            |                                                                | بریتانیا                                |
| ۱۹۷۱     | بدون جایزه                              | بدون جایزه                              | بدون جایزه                                                     | بدون جایزه                              |
| ۱۹۷۲     | میکلوش یانچو                            | سرود سرخ                                | Még kér a nép                                                  | مجارستان                                |
| ۱۹۷۳     | بدون جایزه                              | بدون جایزه                              | بدون جایزه                                                     | بدون جایزه                              |
| ۱۹۷۴     | بدون جایزه                              | بدون جایزه                              | بدون جایزه                                                     | بدون جایزه                              |
| ۱۹۷۵     | میشل بورو                               | Orderers                                | Les Ordres                                                     | کانادا                                  |
| ۱۹۷۵     | کوستا گاوراس                            | بخش ویژه                                | Section spéciale                                               | یونان                                   |
| ۱۹۷۶     | اتوره اسکولا                            | زشت، کثیف و بد                          | Brutti, sporchi e cattivi                                      | ایتالیا                                 |
| ۱۹۷۷     | بدون جایزه                              | بدون جایزه                              | بدون جایزه                                                     | بدون جایزه                              |
| ۱۹۷۸     | ناگیسا اوشیما                           | امپراتوری هوس                           | 愛の亡霊 (Ai no Bōrei)                                         | ژاپن                                    |
| ۱۹۷۹     | ترنس مالیک                              | روزهای بهشت                             | Days of Heaven                                                 | ایالات متحدهٔ آمریکا                     |
| دههٔ ۱۹۸۰ |                                         |                                         |                                                                |                                         |
| ۱۹۸۰     | بدون جایزه                              | بدون جایزه                              | بدون جایزه                                                     | بدون جایزه                              |
| ۱۹۸۱     | بدون جایزه                              | بدون جایزه                              | بدون جایزه                                                     | بدون جایزه                              |
| ۱۹۸۲     | ورنر هرتسوک                             | فیتزکارالدو                             | Fitzcarraldo                                                   | آلمان غربی                              |
| ۱۹۸۳     | روبر برسون                              | پول                                     | L'Argent                                                       | فرانسه                                  |
| ۱۹۸۳     | آندری تارکوفسکی                         | نوستالژی                                | Nostalghia                                                     | شوروی                                   |
| ۱۹۸۴     | برتران تاورنیه                          | A Sunday in the Country                 | Un dimanche à la campagne                                      | فرانسه                                  |
| ۱۹۸۵     | آندره تشینه                             | قرار ملاقات                             | Rendez-vous                                                    | فرانسه                                  |
| ۱۹۸۶     | مارتین اسکورسیزی                        | پس از ساعات اداری                       | After Hours                                                    | ایالات متحدهٔ آمریکا                     |
| ۱۹۸۷     | ویم وندرس                               | زیر آسمان برلین                         | Der Himmel über Berlin                                         | آلمان غربی                              |
| ۱۹۸۸     | فرناندو سولاناس                         | جنوب                                    | Sur                                                            | آرژانتین                                |
| ۱۹۸۹     | امیر کوستوریتسا                         | دوران کولی‌ها                            | Дом за вешање (Dom za vešanje)                                 | یوگسلاوی                                |
| دههٔ ۱۹۹۰ |                                         |                                         |                                                                |                                         |
| ۱۹۹۰     | پاول لونگین                             | Taxi Blues                              | Такси-блюз (Taksi-Blyuz)                                       | شوروی                                   |
| ۱۹۹۱     | جوئل کوئن                               | بارتون فینک                             | Barton Fink                                                    | ایالات متحدهٔ آمریکا                     |
| ۱۹۹۲     | رابرت آلتمن                             | بازیگر                                  | The Player                                                     | ایالات متحدهٔ آمریکا                     |
| ۱۹۹۳     | مایک لی                                 | برهنه                                   | Naked                                                          | بریتانیا                                |
| ۱۹۹۴     | نانی مورتی                              | خاطرات عزیز                             | Caro diario                                                    | ایتالیا                                 |
| ۱۹۹۵     | متیو کاسوویتس                           | نفرت                                    | La Haine                                                       | فرانسه                                  |
| ۱۹۹۶     | جوئل کوئن                               | فارگو                                   | Fargo                                                          | ایالات متحدهٔ آمریکا                     |
| ۱۹۹۷     | وونگ کار وای                            | شاد در کنار هم                          | 春光乍洩                                                       | هنگ کنگ                                 |
| ۱۹۹۸     | جان بورمن                               | ارتشبد                                  | The General                                                    | بریتانیا                                |
| ۱۹۹۹     | پدرو آلمودوار                           | همه‌چیز درباره مادرم                     | Todo sobre mi madre                                            | اسپانیا                                 |
| دههٔ ۲۰۰۰ |                                         |                                         |                                                                |                                         |
| ۲۰۰۰     | ادوارد یانگ                             | یی یی                                   | Yi Yi                                                          | تایوان                                  |
| ۲۰۰۱     | جوئل کوئن                               | مردی که آنجا نبود                       | The Man Who Wasn't There                                       | ایالات متحدهٔ آمریکا                     |
| ۲۰۰۱     | دیوید لینچ                              | جاده مالهالند                           | Mulholland Drive                                               | ایالات متحدهٔ آمریکا                     |
| ۲۰۰۲     | ایم کوان-تا                             | Painted Fire                            | Chi-hwa-seon                                                   | کره جنوبی                               |
| ۲۰۰۲     | پل توماس اندرسن                         | عشق پریشان (فیلم)                       |                                                                | ایالات متحدهٔ آمریکا                     |
| ۲۰۰۳     | گاس ون سنت                              | فیل                                     | Elephant                                                       | ایالات متحدهٔ آمریکا                     |
| ۲۰۰۴     | تونی گاتلیف                             | تبعید                                   | Exiles                                                         | فرانسه                                  |
| ۲۰۰۵     | میشائل هانکه                            | پنهان                                   | Caché                                                          | اتریش                                   |
| ۲۰۰۶     | الخاندرو گونسالس اینیاریتو              | بابل                                    | Babel                                                          | مکزیک                                   |
| ۲۰۰۷     | جولیان اشنابل                           | لباس غواصی و پروانه                     | Le Scaphandre et le Papillon                                   | ایالات متحدهٔ آمریکا                     |
| ۲۰۰۸     | نوری بیلگه جیلان                        | سه میمون                                | Üç Maymun                                                      | ترکیه                                   |
| ۲۰۰۹     | بریانته مندوزا                          | Butchered                               | Kinatay                                                        | فیلیپین                                 |
| دههٔ ۲۰۱۰ |                                         |                                         |                                                                |                                         |
| ۲۰۱۰     | متیو آمالریک                            | On Tour                                 | Tournée                                                        | فرانسه                                  |
| ۲۰۱۱     | نیکلاس ویندینگ رفن                      | رانندگی                                 | Drive                                                          | دانمارک                                 |
| ۲۰۱۲     | کارلوس ریگاداس                          | پس از ظلمت، نور                         | Post Tenebras Lux                                              | مکزیک                                   |
| ۲۰۱۳     | آمات اسکالانته                          | هلی                                     | Heli                                                           | مکزیک                                   |
| ۲۰۱۴     | بنت میلر                                | فاکس‌کچر                                 | Foxcatcher                                                     | ایالات متحدهٔ آمریکا                     |
| ۲۰۱۵     | هو شیائو-شین                            | آدم‌کش                                   | 刺客聶隱娘 (Cìkè Niè Yǐnniáng)                                 | تایوان                                  |
| ۲۰۱۶     | کریستین مونجیو                          | فارغ‌التحصیلی                            | Bacalaureat                                                    | رومانی                                  |
| ۲۰۱۶     | اولیویه آسایاس                          | مأمور خرید شخصی                         | Personal Shopper                                               | فرانسه                                  |
| ۲۰۱۷     | سوفیا کوپولا                            | فریب‌خورده                               | The Beguiled                                                   | ایالات متحدهٔ آمریکا                     |
| ۲۰۱۸     | پاوو پاولیکوفسکی                        | جنگ سرد                                 | Zimna wojna                                                    | لهستان                                  |
| ۲۰۱۹     | برادران داردن                           | احمد جوان                               | Le Jeune Ahmed                                                 | بلژیک                                   |

## کارگردانانی که چند بار این جایزه را برنده شدند
- ۳ بار – جوئل کوئن (با ایتن کوئن، نام او برده نشد) (۱۹۹۱، ۱۹۹۶، ۲۰۰۱)
- ۲ بار – رنه کلمان (۱۹۴۶، ۱۹۴۹)
- ۲ بار – سرگی یوتکویچ (۱۹۵۶، ۱۹۶۶)
- ۲ بار – روبر برسون (۱۹۵۷، ۱۹۸۳)
- ۲ بار – جان بورمن (۱۹۷۰، ۱۹۹۸)